# Ed Gilbert (Schauspieler)
Edmund Gilbert, eigentlich Edmund Francis Giesbert, (* 29. Juni 1931; † 8. Mai 1999 in Beverly Hills, Los Angeles, Kalifornien) war ein US-amerikanischer Schauspieler und Synchronsprecher.

## Leben
Ab den 1960er-Jahren war Gilbert in zahlreichen Filmen und Fernsehserien zu sehen, darunter Der Sechs-Millionen-Dollar-Mann, Dallas und Knight Rider.
Ab Ende der 1980er-Jahre arbeitete Gilbert vorwiegend als Sprecher. In der Serie Käpt’n Balu und seine tollkühne Crew sprach er die Hauptfigur Balu. Er wurde damit Nachfolger von Phil Harris, der den Bären in Das Dschungelbuch sprach, dessen Stimme sich aber mittlerweile zu sehr verändert hatte. Zudem war Gilbert in Filmen wie Arielle, die Meerjungfrau und Fernsehserien wie DuckTales – Neues aus Entenhausen und Aladdin zu hören.
Ed Gilbert starb 1999 an Lungenkrebs.

## Filmografie
- 1964: Stunde der Entscheidung (Kraft Suspense Theatre)
- 1965: 36 Stunden (36 Hours)
- 1965: Verrückter wilder Westen (The Wild Wild West)
- 1969–1972: Kobra, übernehmen Sie
- 1975: Der Sechs-Millionen-Dollar-Mann (The Six Million Dollar Man)
- 1975: Die knallharten Fünf (S.W.A.T.)
- 1981: Dallas
- 1982: Knight Rider
- 1984: Das A-Team (The A-Team)
- 1996: Eine schrecklich nette Familie (Married with Children)

## Synchronarbeiten
- 1987: DuckTales – Neues aus Entenhausen (DuckTales) als Aufseher
- 1989: Arielle, die Meerjungfrau (The Little Mermaid)
- 1990: Bernard und Bianca im Känguruhland (The Rescuers Down Under) als Francois
- 1990–1991: Käpt’n Balu und seine tollkühne Crew (TaleSpin) als Balu
- 1994: Animaniacs als Neptun
- 1994: Arielle, die Meerjungfrau (The Little Mermaid) als Piratenkapitän
- 1994–1995: Aladdin als Fasir
- 1995: Shannara als Balinor
- 1998: Batman und Robin (The New Batman Adventures) als Fotograf